# Limours
 Limours  es una población y comuna francesa, ubicada en la región de Isla de Francia, departamento de Essonne, en el distrito de Palaiseau y cantón de Limours.

## Demografía
| 682 | 688 | 830 | 817 | 875 | 938 | 960 | 960 | 1 023 | 1 043 | 1 104 | 1 211 | 1 188 | 1 204 | 1 178 | 1 141 | 1 207 | 1 324 | 1 362 | 1 327 | 1 351 | 1 383 | 1 544 | 1 597 | 1 620 | 1 692 | 1 715 | 1 965 | 2 264 | 4 201 | 4 774 | 6 324 | 6 465 |
| Para los censos de 1962 a 1999 la población legal corresponde a la población sin duplicidades (Fuente: INSEE [Consultar]) |     |     |     |     |     |     |     |       |       |       |       |       |       |       |       |       |       |       |       |       |       |       |       |       |       |       |       |       |       |       |       |       |